# Antonio Solario

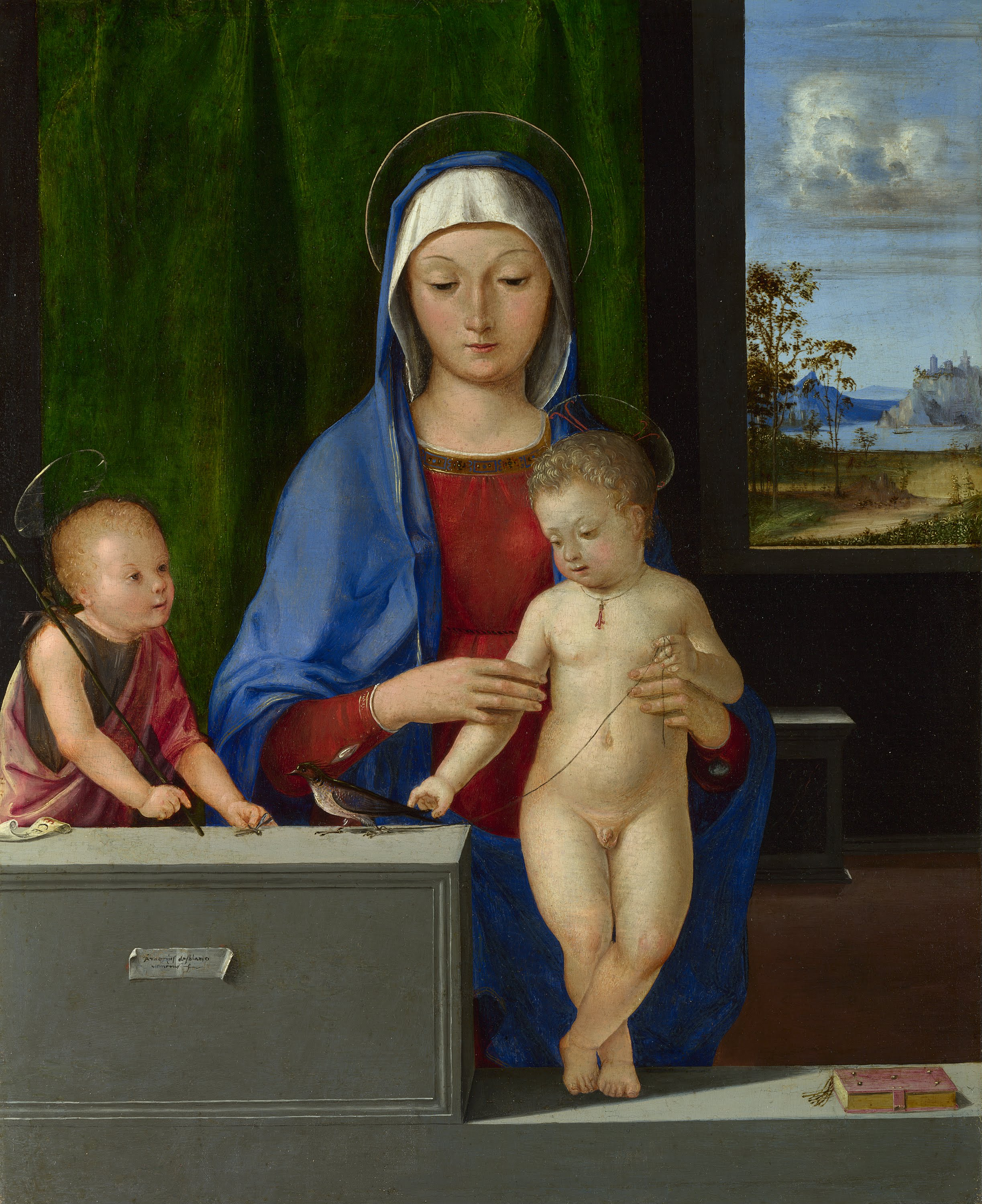
La Virgen con el Niño y san Juanito, óleo sobre tabla transferido a lienzo, Londres, National Gallery.

Antonio Solario, también conocido como lo Zíngaro (El gitano) (c. 1465-1530) fue un pintor italiano de la escuela veneciana activo en Las Marcas, Nápoles y quizá en Inglaterra. 

## Biografía
Apenas se cuenta con datos ciertos de su vida. Su padre se dice que había sido herrero. Aparentemente nació en Civita d'Antino en los Abruzos o en Chieti y se formó en Venecia, si bien el retablo de Withypool, por el nombre del donante, el mercader Paul Withypool (Bristol City Museum y Londres, National Gallery) aparece firmado Antonius Desolarius Venetus 1514. De 1502 a 1506 está documentada su actividad en las Marcas. 
La principal de sus obras son los frescos de la vida de san Benito en el claustro del monasterio de Santos Severino y Sossio en Nápoles, veinte grandes frescos que ilustran la vida de San Benito, ahora muy degradados al estar expuestos a la intemperie. Las noticias de su actividad se pierden en 1514.
La biografía que le dedicó Bernardo de' Dominici, según la cual habría nacido en torno a 1382, siendo hijo de un herrero o lañador de cacharros, y fallecido en 1455, es completamente fantasiosa.